# نیو مریلند، نیوبرانزویک
نیو مریلند، نیوبرانزویک (به انگلیسی: New Maryland, New Brunswick) یک منطقهٔ مسکونی در کانادا است که در Greater Fredericton واقع شده‌است. نیو مریلند ۲۱٫۲۴ کیلومتر مربع مساحت و ۴٬۲۳۲ نفر جمعیت دارد.